# August Pieper (Architekt)
Friedrich Wilhelm August Pieper (* 20. Januar 1844 in Linden; † 29. April 1891 in Hamburg) war ein deutscher Architekt, der in Dresden, Köln und Hamburg arbeitete.
Er absolvierte seine Schulausbildung in Hamburg, studierte an der Polytechnischen Schule Hannover und an der Technischen Hochschule Wien bei Friedrich von Schmidt. 1867 kam er auf Vermittlung Schmidts nach Dresden, wo er die Entwürfe für die Christuskirche in Deuben lieferte. Danach gestaltete er die Anglikanische Kirche und verschiedene Villen an der Goethestraße, heute Gret-Palucca-Straße, in Dresden. 1873 siedelte er nach Köln über und kam 1879 nach Hamburg.
August Pieper war ein Bruder des Ingenieurs Carl Pieper (1842–1901), der in den 1880er Jahren ebenfalls in Hamburg lebte und arbeitete.

## Bauten und Entwürfe
- 1867: Entwurf der Christuskirche in Deuben[3]
- 1868/1869: Anglikanische Kirche in Dresden[4]
- 1869/1870: Villa Goethestraße 12 in Dresden[5]
- 1869/1870: Villa Goethestraße 13 in Dresden[6]
- 1872: Wettbewerbsentwurf zum Niederwalddenkmal (3. Preis, jedoch nicht ausgeführt)
- 1883: Aussegnungshalle des Jüdischen Friedhof Ilandkoppel in Hamburg-Ohlsdorf.
- 1886–1888: Portale der Neuen Elbbrücke in Hamburg (gemeinsam mit dem Architekten Wilhelm Hauers und dem Ingenieur Franz Andreas Meyer)